# 長沢駅 (山梨県)
長沢駅（ながさわえき）は、山梨県南巨摩郡増穂町 （現・富士川町）長沢にあった山梨交通電車線の駅である。

## 概要
利根川をくぐって長沢集落の中心部に入ったところにあった駅で、1面1線の棒線駅であった。他の街道沿いの駅と同じく集落の本体は街道側にあり、駅自体は西の郊外に近いところにあった。

## 歴史
- 1930年（昭和5年）8月6日：開業。
- 1962年（昭和37年）7月1日：路線廃止により廃駅。

## 廃線後の状況
専用軌道の跡地である「廃軌道」上にあったが、附近には駅跡に酷似したくぼみがいくつもあり、分かりづらいものとなっている。また長沢の市街も西側に広がり、郊外との境目であった当駅周辺の景観も一変している。

## 隣の駅
山梨交通
電車線
長沢新町駅 - 長沢駅 - 甲斐青柳駅